# Dragon Ball GT: Yūki no Akashi wa Sūshinchū
Dragon Ball GT: A Hero's Legacy (悟空外伝! 勇気の証しは四星球 Gokū Gaiden! Yūki no Akashi wa Sì Xīng Qiú) là bộ phim truyền hình đặc biệt Dragon Ball GT. Bộ phim kể về cuộc hành trình của Goku Jr., cháu nội của Bản cô nương và chắt của Goku. Bộ phim được sản xuất vào ngày 26 tháng 3 năm 1997.

## Nội dung
Sau khi tất cả các thành viên trong đội của Goku chết do các lý do tự nhiên, chỉ còn mình Bản Cô nương sống sót và có một người cháu: Goku Jr, đồng thời là cháu chắt của Goku. Bản cô nương dạy Goku về các kỹ năng nhưng Goku Jr không làm được đến khi Lord Yao giết hai chú gấu đã giúp cậu khiến cậu biến hình thành Siêu Saiyan

## Lồng tiếng
| Character Name           | Lồng tiếng (Tiếng Nhật) | Lồng tiếng (Tiếng Anh) |
| ------------------------ | ----------------------- | ---------------------- |
| Goku Jr.                 | Nozawa Masako           | Stephanie Nadolny      |
| Bản cô nương             | Minaguchi Yuko          | Elise Baughman         |
| Puck                     | Furuya Toru             | Adrian Cook            |
| Gettô                    | Aomori Shin             | Peter Mayhew           |
| Mamba                    | Itō Miki                | Amber Cotton           |
| Rakkaru                  | Sogabe Kazuyuki         | Christopher Sabat      |
| The Monster King (Yômaô) | Ōtomo Ryūzaburō         | Brice Armstrong        |
| Son Goku                 | Nozawa Masako           | Sean Schemmel          |
| Narration                | Yanami Jōji             | Andrew Chandler        |

## Âm nhạc
- Ending Theme: "Don't You See!"
- Lời: Sakai Izumi
- Nhạc: Kuribayashi Seiichirō
- Arrangement: Hayama Takeshi
- Biểu diễn: Zard